# Luis Miguel Valle
Luis Miguel Valle Juárez (San José, 11 aprile 1989) è un ex calciatore costaricano, di ruolo centrocampista.

## Statistiche

### Cronologia presenze e reti in nazionale
| Cronologia completa delle presenze e delle reti in nazionale ― Costa Rica | Cronologia completa delle presenze e delle reti in nazionale ― Costa Rica | Cronologia completa delle presenze e delle reti in nazionale ― Costa Rica | Cronologia completa delle presenze e delle reti in nazionale ― Costa Rica | Cronologia completa delle presenze e delle reti in nazionale ― Costa Rica | Cronologia completa delle presenze e delle reti in nazionale ― Costa Rica | Cronologia completa delle presenze e delle reti in nazionale ― Costa Rica | Cronologia completa delle presenze e delle reti in nazionale ― Costa Rica |
| Data                                                                      | Città                                                                     | In casa                                                                   | Risultato                                                                 | Ospiti                                                                    | Competizione                                                              | Reti                                                                      | Note                                                                      |
| ------------------------------------------------------------------------- | ------------------------------------------------------------------------- | ------------------------------------------------------------------------- | ------------------------------------------------------------------------- | ------------------------------------------------------------------------- | ------------------------------------------------------------------------- | ------------------------------------------------------------------------- | ------------------------------------------------------------------------- |
| 12-7-2011                                                                 | Córdoba                                                                   | Argentina                                                                 | 3 – 0                                                                     | Costa Rica                                                                | Coppa America 2011 - 1º turno                                             | -                                                                         | 57’                                                                       |
| 10-8-2011                                                                 | San Juan                                                                  | Ecuador                                                                   | 0 – 2                                                                     | Costa Rica                                                                | Amichevole                                                                | -                                                                         | 71’                                                                       |
| 22-1-2013                                                                 | San José                                                                  | Costa Rica                                                                | 1 – 1                                                                     | Guatemala                                                                 | Coppa centroamericana 2013 - 1º turno                                     | -                                                                         | 71’                                                                       |
| 2-2-2016                                                                  | Barinas                                                                   | Venezuela                                                                 | 1 – 0                                                                     | Costa Rica                                                                | Amichevole                                                                | -                                                                         | 76’                                                                       |
| Totale                                                                    |                                                                           | Presenze                                                                  | 4                                                                         |                                                                           | Reti                                                                      | 0                                                                         |                                                                           |